# Рудолфсхајм-финфхаус
Рудолфсхајм-Финфхаус је петнаести округ града Беча.